# Danmarks Flymuseum
Danmarks Flymuseum ligger i Stauning Lufthavn i Stauning i Vestjylland. Fram till 2007 drevs det under namnet Dansk Veteranflysamling.
Danmarks Flymuseum har en yta på 7 600 m² med 50 danska och utländska luftfarkoster från mellan 1911 och 2000. Dessa flygplan är segelflygplan, veteranflygplan, jaktflygplan och helikoptrar. Det har en samling på omkring 70 flygplan, varav ett 60-tal är utställda. Det äldsta är ett dansktbyggt Berg & Storm Monoplan III från 1911, tillverkat av Olaf Berg och Louis Storn, med en motor konstruerad av dansken Niels Petersen.
På Danmarks Flymuseum finns ett exemplar av samtliga elva KZ-modeller som tillverkades av Skandinavisk Aero Industri mellan 1936 och 1954, varav många är i flygvärdigt skick.

## Bildgalleri

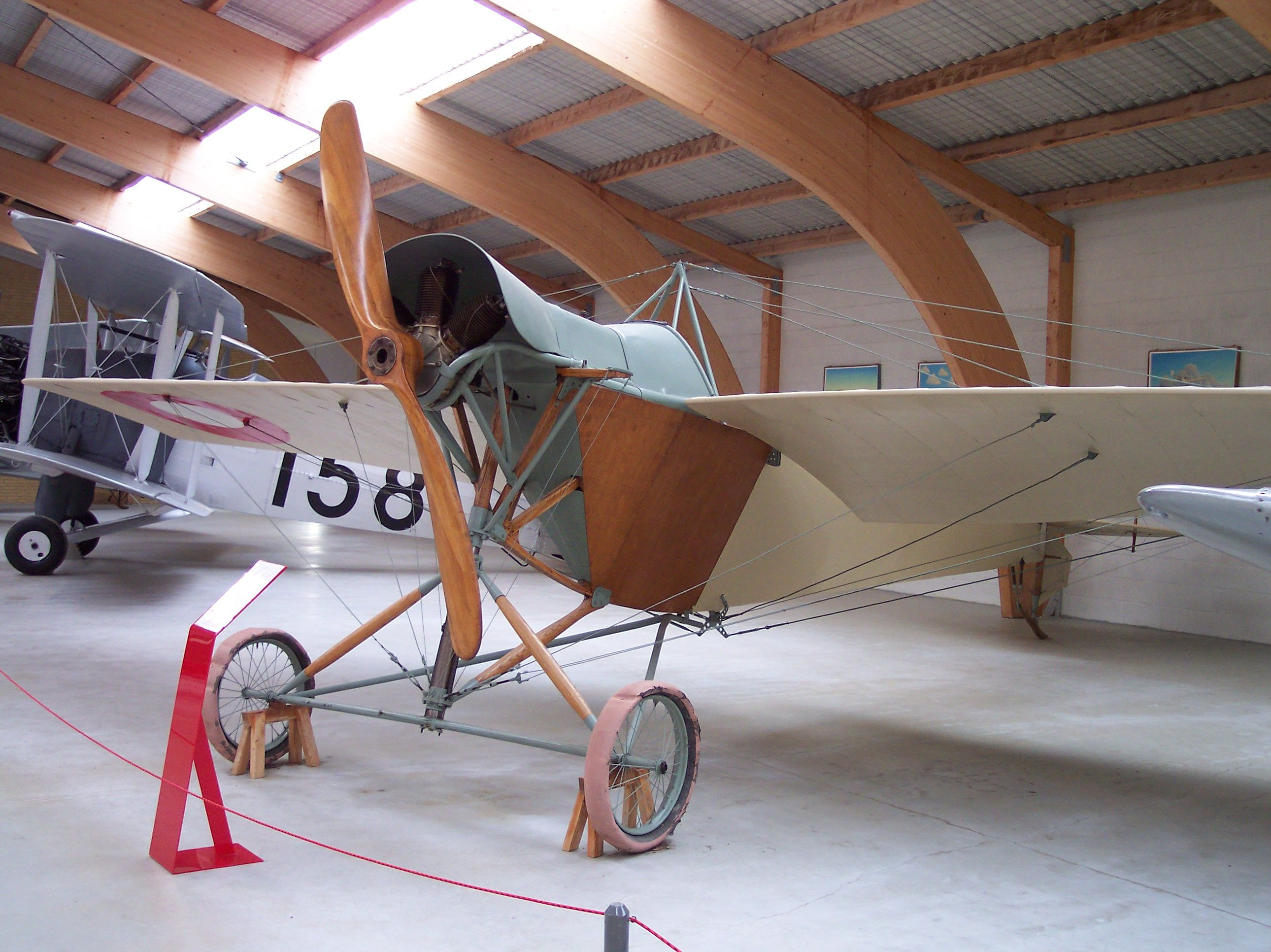
Berg & Storm Monoplan III
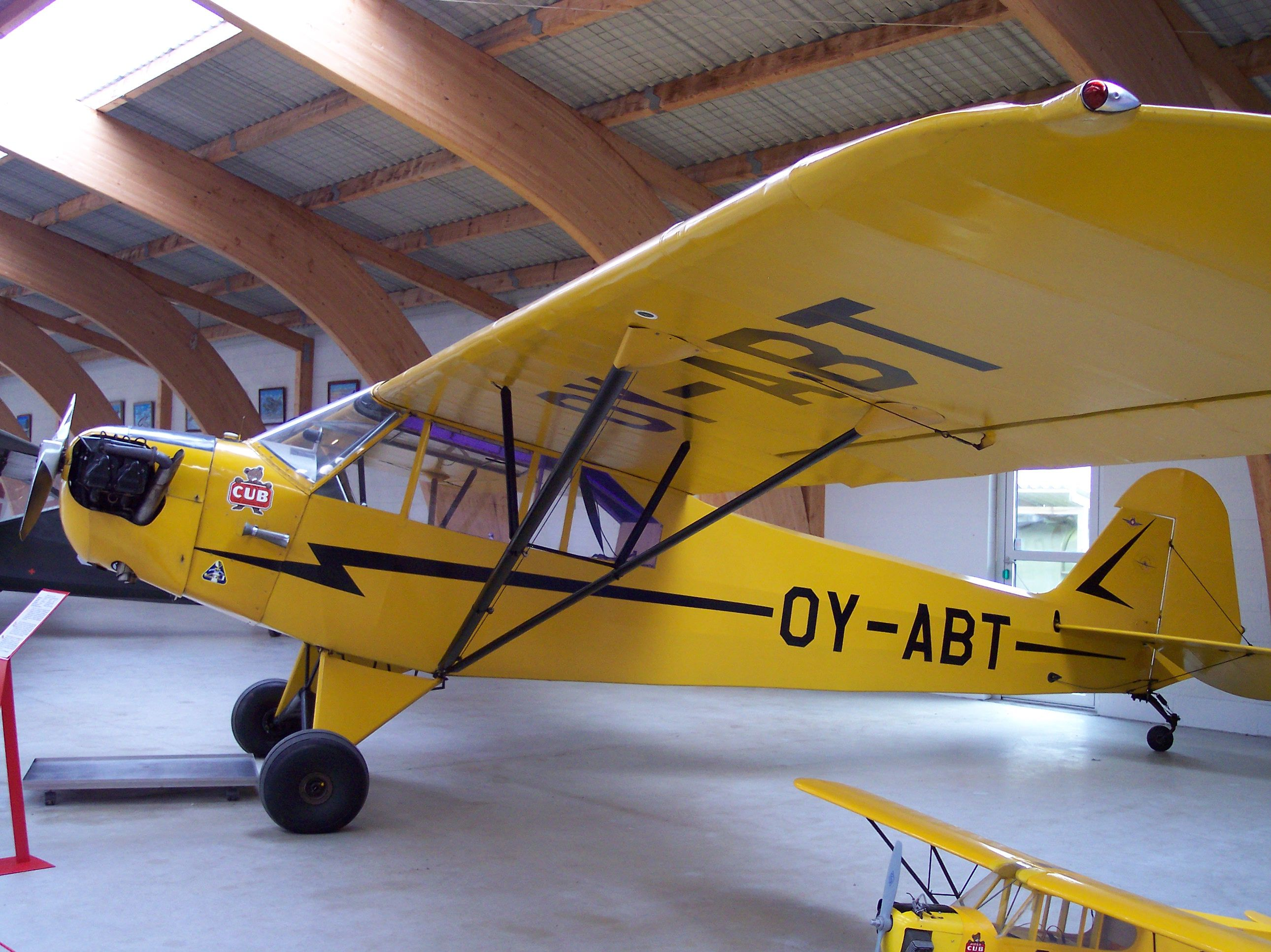
Piper Cub
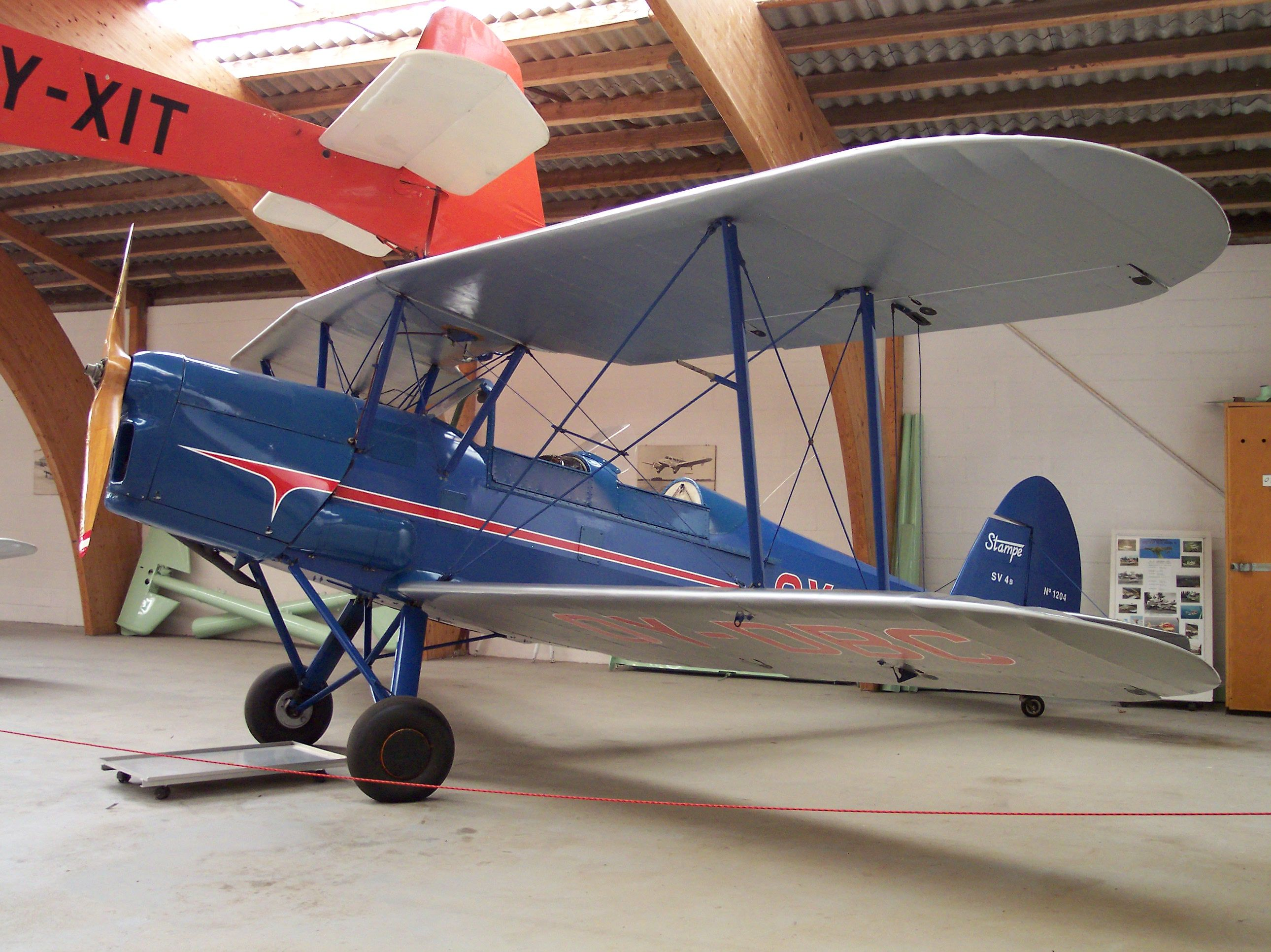
Stampe-Vertongen S.V. 4b
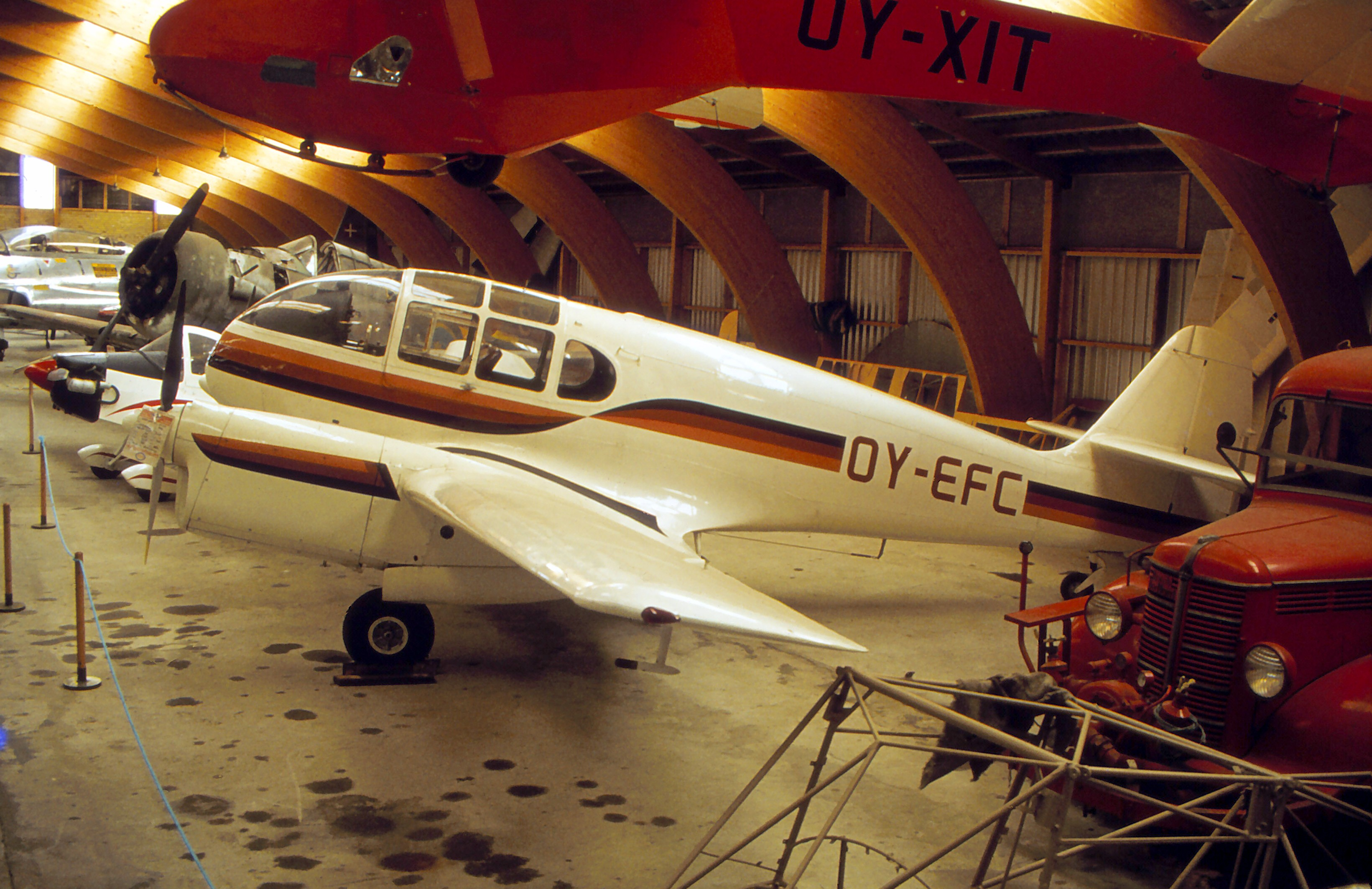
Aero Ae-45
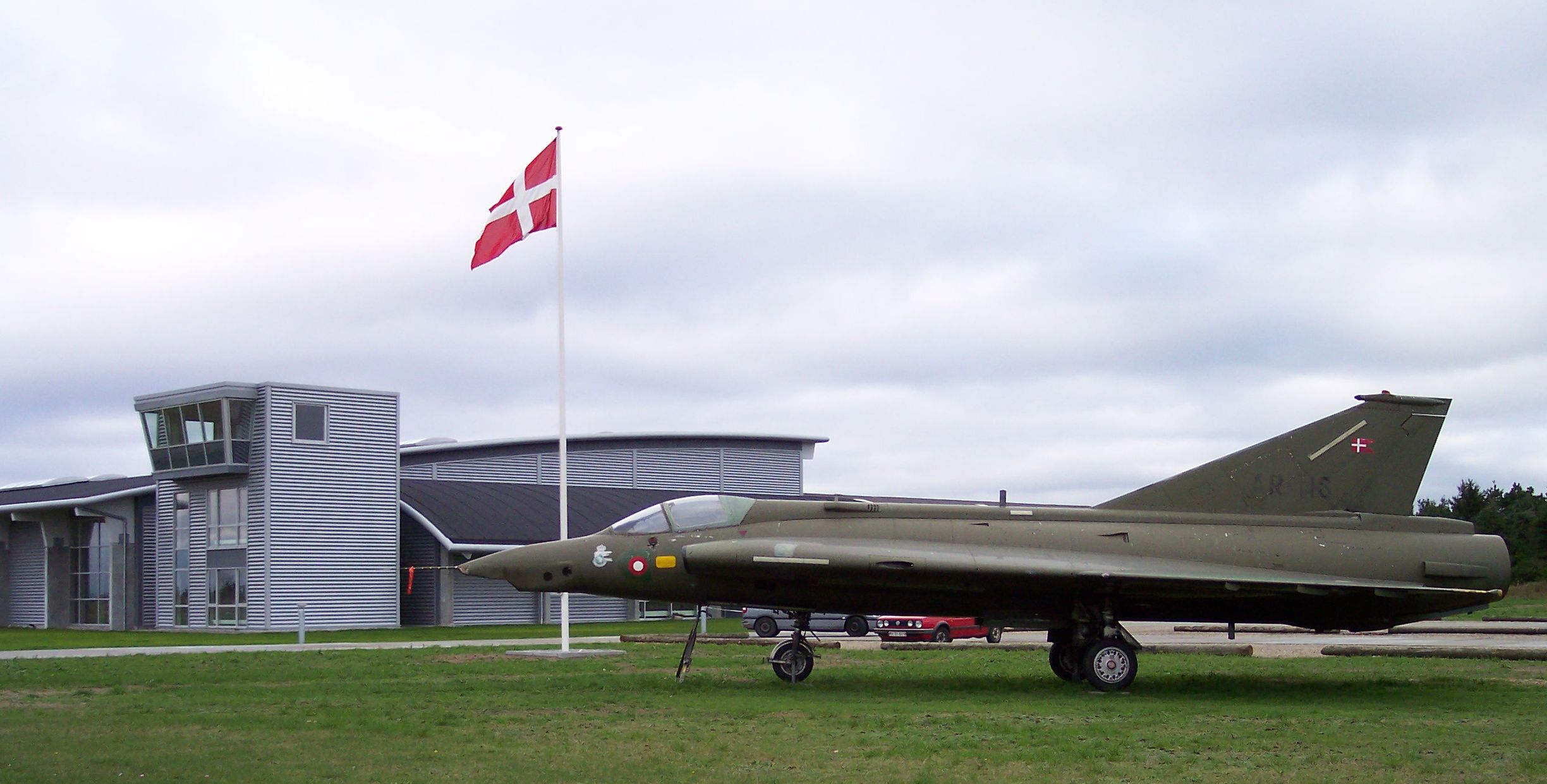
Saab Draken